# Emil Ungerer
Emil Ungerer (* 6. April 1888 in Pforzheim; † 7. April 1976 in Karlsruhe) war ein deutscher Botaniker und Philosoph der Biologie.

## Leben
Ungerer wurde 1918 an der Universität Heidelberg promoviert (Die pflanzlichen Restitutionen). Er war Oberstudienrat in Karlsruhe und hatte den Professorentitel.
Er befasste sich mit philosophischen Fragen der Biologie, zum Beispiel mit Immanuel Kant und dem Vitalismus. Er war ein Vertreter des Organizismus.

## Schriften
- Die Teleologie Kants und ihrer Bedeutung fur die Logik der Biologie, Berlin, Gebrüder Borntraeger 1922 (Digitalisat).
- Die Regulationen der Pflanzen. Ein System der ganzheitsbezogenen Vorgänge bei den Pflanzen, Julius Springer, Berlin, 1919, 2. Auflage 1926
- Der Sinn des Vitalismus und des Mechanismus in der Lebensforschung, in H. Schneider, W. Schingnitz (Hrsg.), Festschrift für Hans Driesch zum 60. Geburtstag, Leipzig: Reinicke, 1927, S. 147–168
- Handbuch der Biologie, Bd. 1,2, Potsdam: Athenaion 1942
- Zeit-Ordnungsformen des biologischen Lebens, Bios, Band 5, Leipzig: Barth 1936 (Digitalisat).
- Der Wandel der Problemlage der Biologie in den letzten Jahrzehnten, Die Wissenschaft vom Leben – Eine Geschichte der Biologie, Band 3, Karl Alber Verlag, Orbis academicus 1966
- Die Erkenntnisgrundlagen der Biologie. Ihre Geschichte und ihr gegenwärtiger Stand, in F. Gessner (Hrsg.), Handbuch der Biologie, Band 1, Teil 1, Athenaion 1942, S. 1–94
- Kennzeichnung und Erklärung des organischen Lebens, Proc. International Congress of Philosophy, Band 7, 1931, S. 57–64
- Der Darwinismus und die logische Struktur des biologischen Artbegriffs, Kant-Studien, Band 27, 1927, S. 86–100